# Línea Córdoba-Málaga
La línea Córdoba-Málaga, denominada oficialmente como línea Bifurcación Córdoba-Mercancías a Los Prados, es una línea férrea española que transcurre por las provincias de Córdoba, Sevilla y Málaga. Se trata de una línea de ancho ibérico que está electrificada en su totalidad y cuenta con una longitud de 188,8 kilómetros. Está unida a otros trazados ferroviarios importantes, como la línea Alcázar de San Juan-Cádiz o la línea Bobadilla-Algeciras.
Inaugurada en 1865, a lo largo de su existencia la línea ha pasado por manos de varios operadores ferroviarios. Históricamente, este trazado tuvo una gran importancia como enlace del puerto de Málaga con el valle del Guadalquivir y la Meseta castellana, por lo que desde bien pronto absorbió un importante tráfico ferroviario. Con el paso de los años se conectó a otros ramales que llegaban hasta Granada, Utrera o Algeciras, lo que reforzó su importancia. Sin embargo, desde la década de 2000 la línea de alta velocidad Córdoba-Málaga ha absorbido buena parte de su tráfico de pasajeros, lo que ha reducido su importancia. En la actualidad el ente público Adif es el titular de todas las instalaciones. Siguiendo la catalogación de Adif, es la «línea 430».

## Historia

### Orígenes y construcción
Los antecedentes de la línea se retrotraen a 1852, cuando el industrial Martín Larios propuso al gobierno español la construcción de una línea de ferrocarril que uniera la ciudad de Córdoba con Málaga. En aquella época la capital malagueña estaba viviendo un importante auge económico e industrial. Aunque las autoridades le concedieron una concesión para dicho fin, esta iniciativa terminaría frustrándose durante el período del Bienio Progresista.
En 1859 el empresario malagueño Jorge Loring y Oyarzábal recibió la concesión por parte del gobierno para la construcción del ferrocarril Córdoba-Málaga. Loring, que comenzó las obras en 1861, también fundaría en ese año la Compañía del Ferrocarril de Córdoba a Málaga, la cual asumió el control de la futura línea. El tramo comprendido entre Málaga y Álora fue finalizado el 16 de septiembre de 1864; un año después, el 15 de agosto de 1865, ya se habían completado los trabajos del resto del trazado hasta Córdoba. Tras ello, la línea fue inaugurada oficialmente y abierta al tráfico ferroviario. En aquel momento el trazado tenía una longitud de 192,389 km, disponiendo de dos estaciones principales en Córdoba y Málaga.
Originalmente la estación de Córdoba-Cercadilla fue la cabecera de la línea férrea, si bien existía una prolongación hasta la cercana Estación Central de la compañía MZA, que con el tiempo pasó a ser el inicio del trazado. La terminal se hallaba en la estación de Málaga, en el punto kilométrico 192,389.

### Explotación y evolución
El éxito que supuso la explotación de la línea Córdoba-Málaga animó a la compañía propietaria a lanzarse a la construcción de un ramal que partía desde la estación de Bobadilla y enlazaba con Granada; este nuevo trazado sería inaugurado en 1874. Tres años después ambas líneas pasaron a formar parte de la red de la recién creada Compañía de los Ferrocarriles Andaluces, empresa que durante las siguientes décadas iba a añadir nuevos enlaces ferroviarios con el trazado original: la línea Utrera-La Roda (1878), la línea Marchena-Valchillón (1885) o la línea Linares-Puente Genil (1893). Además, en octubre de 1888 entraría en servicio un ramal construido por «Andaluces» —de 1,52 km de longitud— que enlazaba el trazado procedente de Córdoba con las instalaciones del puerto de Málaga. A comienzos de la década de 1930 se completó la obra que llevó a la instalación de doble vía entre Cercadilla y Valchillón.
En 1936 el gobierno de la Segunda República se incautó de la compañía «Andaluces», ante su pésima situación financiera, y entregó la gestión de su red a la Compañía Nacional de los Ferrocarriles del Oeste. En 1941, con la nacionalización del ferrocarril de ancho ibérico, la línea quedó integrada en la red de RENFE. En enero de 1972 se inauguró la denominada «variante de Gobantes», lo que incluyó la modificación de un total de 12,64 kilómetros del trazado original, la entrada en servicio de cuatro túneles y la construcción de una nueva estación de Gobantes. En 1975 se puso en servicio un ramal que iba desde Málaga hasta Fuengirola, aprovechando una antigua línea de vía estrecha perteneciente a los Ferrocarriles Suburbanos de Málaga. 
En 1984 se clausuró la línea Linares-Puente Genil, lo que supuso el cierre del nudo de Campo Real. A finales de la década de 1980, con la reorganización de la red ferroviaria en Córdoba, se inauguró la nueva estación de Córdoba-El Higuerón para acoger los servicios de mercancías. Además, también se construyó un ramal que enlazaba El Higuerón con la línea Córdoba-Málaga, mientras que el antiguo acceso ferroviario a Córdoba fue reutilizado para el emplazamiento de un cambiador de ancho de vía que conectase la línea procedente de Málaga con la línea de alta velocidad Madrid-Sevilla.
A finales de 2004, con la división de RENFE en Renfe Operadora y Adif, la línea pasó a depender de esta última. 
Debido a que el ferrocarril Córdoba-Málaga soportaba un importante tráfico, se decidió la construcción de una nueva línea. Esto se materializó en la línea de alta velocidad Córdoba-Málaga, inaugurada en 2007, que ha absorbido buena parte de su anterior tráfico de pasajeros. En la actualidad parte de la línea forma parte de la red de Cercanías Málaga.

## Trazado y características

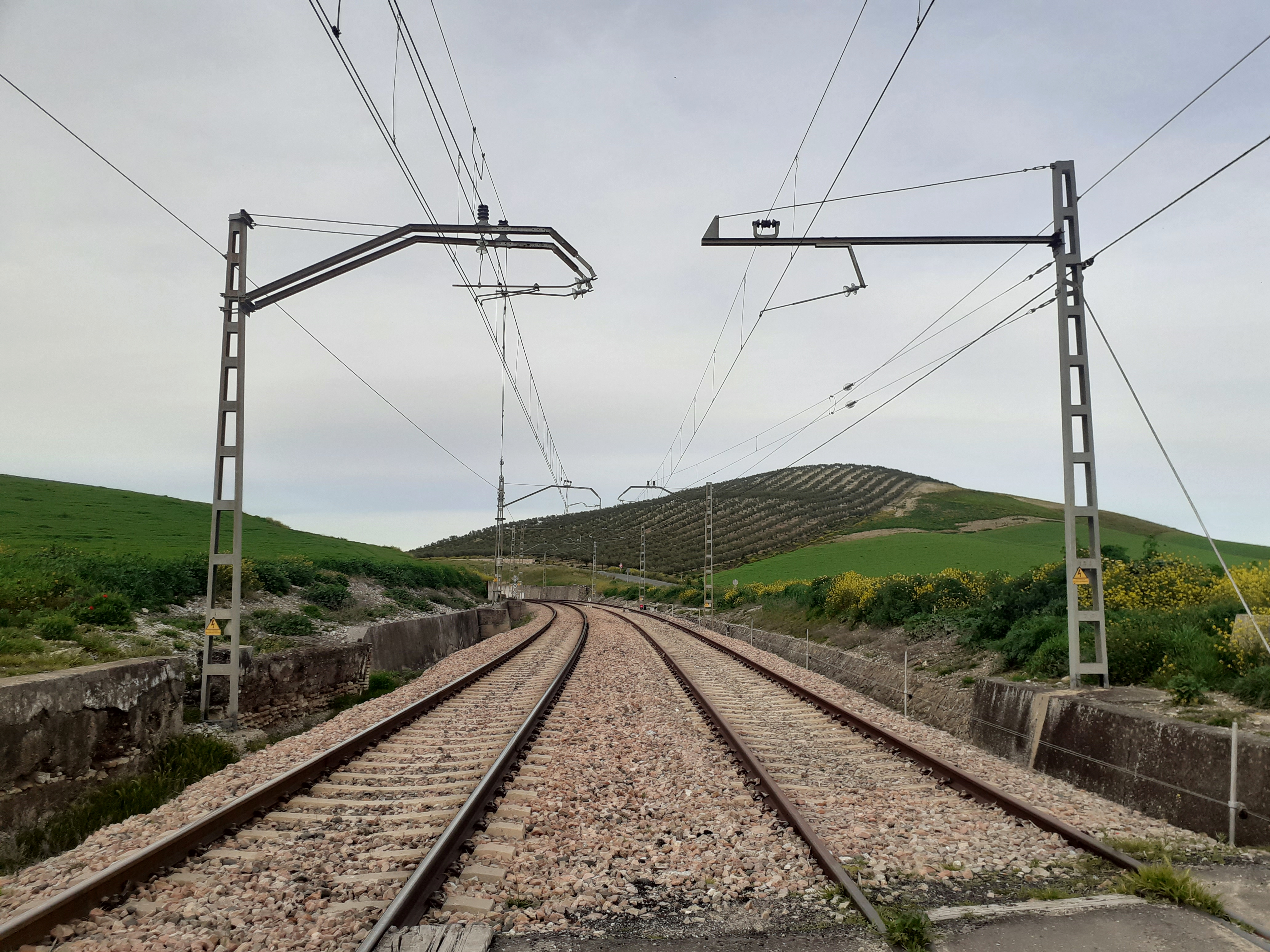
La línea a su paso por el municipio de Montemayor, en 2024.

El trazado sigue el kilometraje original de la línea, cuyo punto de partida se encontraba en la antigua estación de Córdoba y terminaba en la estación de Málaga. Con posterioridad, el final de la línea fue fijado en la estación de Los Prados. En la década de 1990 la construcción de la línea de alta velocidad Madrid-Sevilla alteró el esquema ferroviario de Córdoba. El inicio de la línea se trasladó a una bifurcación situada en el punto kilométrico 443,7 de la línea Alcázar de San Juan-Cádiz, que enlazaba con las estaciones de Córdoba-Mercancías y Valchillón. Como resultado, el tramo original comprendido entre Córdoba y Valchillón quedó desgajado de la línea.